# Pelourinho de Vimioso
O Pelourinho de Vimioso localiza-se na freguesia de Vimioso, município de Vimioso, distrito de Bragança, em Portugal. Este pelourinho encontra-se classificado como Imóvel de Interesse Público desde 1933.